# 1976-os Formula–1 olasz nagydíj
Az olasz nagydíj volt az 1976-os Formula–1 világbajnokság tizenharmadik futama.

## Futam
| Helyezés | #  | Versenyző                | Csapat/Motor       | Körök | Idő/Kiesés oka     | Rajthely | Pontszám |
| -------- | -- | ------------------------ | ------------------ | ----- | ------------------ | -------- | -------- |
| 1        | 10 | Ronnie Peterson          | March-Ford         | 52    | 1:30:35,6          | 8        | 9        |
| 2        | 2  | Clay Regazzoni           | Ferrari            | 52    | + 2,3              | 9        | 6        |
| 3        | 26 | Jacques Laffite          | Ligier-Matra       | 52    | + 3,0              | 1        | 4        |
| 4        | 1  | Niki Lauda               | Ferrari            | 52    | + 19,4             | 5        | 3        |
| 5        | 3  | Jody Scheckter           | Tyrrell-Ford       | 52    | + 19,5             | 2        | 2        |
| 6        | 4  | Patrick Depailler        | Tyrrell-Ford       | 52    | + 35,7             | 4        | 1        |
| 7        | 9  | Vittorio Brambilla       | March-Ford         | 52    | + 43,9             | 16       |          |
| 8        | 16 | Tom Pryce                | Shadow-Ford        | 52    | + 52,9             | 15       |          |
| 9        | 35 | Carlos Reutemann         | Ferrari            | 52    | + 57,5             | 7        |          |
| 10       | 22 | Jacky Ickx               | Ensign-Ford        | 52    | + 1:12,4           | 10       |          |
| 11       | 28 | John Watson              | Team Penske-Ford   | 52    | + 1:42,2           | 29       |          |
| 12       | 19 | Alan Jones               | Surtees-Ford       | 51    | + 1 kör            | 18       |          |
| 13       | 6  | Gunnar Nilsson           | Lotus-Ford         | 51    | + 1 kör            | 12       |          |
| 14       | 18 | Brett Lunger             | Surtees-Ford       | 50    | + 2 kör            | 24       |          |
| 15       | 30 | Emerson Fittipaldi       | Fittipaldi-Ford    | 50    | + 2 kör            | 20       |          |
| 16       | 24 | Harald Ertl              | Hesketh-Ford       | 49    | Féltengely         | 19       |          |
| 17       | 38 | Henri Pescarolo          | Surtees-Ford       | 49    | + 3 kör            | 22       |          |
| 18       | 37 | Alessandro Pesenti-Rossi | Tyrrell-Ford       | 49    | + 3 kör            | 21       |          |
| 19       | 17 | Jean-Pierre Jarier       | Shadow-Ford        | 47    | + 5 kör            | 17       |          |
| Kiesett  | 7  | Rolf Stommelen           | Brabham-Alfa Romeo | 41    | Üzemanyag rendszer | 11       |          |
| Kiesett  | 34 | Hans-Joachim Stuck       | March-Ford         | 23    | Baleset            | 6        |          |
| Kiesett  | 5  | Mario Andretti           | Lotus-Ford         | 23    | Baleset            | 14       |          |
| Kiesett  | 11 | James Hunt               | McLaren-Ford       | 11    | Kicsúszás          | 27       |          |
| Kiesett  | 40 | Larry Perkins            | Boro-Ford          | 8     | Motorhiba          | 13       |          |
| Kiesett  | 8  | Carlos Pace              | Brabham-Alfa Romeo | 4     | Motorhiba          | 3        |          |
| Kiesett  | 12 | Jochen Mass              | McLaren-Ford       | 2     | Gyújtás            | 28       |          |
| NI       | 25 | Guy Edwards              | Hesketh-Ford       | 0     | Nem rajtolt        | 23       |          |
| NI       | 20 | Arturo Merzario          | Wolf-Williams-Ford |       | Nem rajtolt        |          |          |
| NI       | 39 | Otto Stuppacher          | Tyrrell-Ford       | 0     | Nem rajtolt        |          |          |

## Statisztikák
Vezető helyen:
- Jody Scheckter: 10 (1-10)
- Ronnie Peterson: 42 (11-52)

Ronnie Peterson 8. győzelme, 5. leggyorsabb köre, Jacques Laffite 1. pole-pozíciója.
- March 3. győzelme.